# Christian Kuhnke
Christian Hans Kuhnke (* 13. April 1939 in Berlin) ist ein ehemaliger deutscher Tennisspieler.

## Karriere
Im Jahr 1964 unterlag der Linkshänder Wilhelm Bungert bei den internationalen deutschen Tennismeisterschaften am Hamburger Rothenbaum im Finalspiel. Außerdem hatte er insgesamt 32 Einsätze für die deutsche Davis-Cup-Mannschaft. Zusammen mit Bungert verlor Kuhnke 1970 das Finale gegen die US-amerikanische Mannschaft mit 0:5. Trotz der Niederlage war es der bis dahin größte Erfolg einer deutschen Daviscupmannschaft. Seine größten Erfolge im Einzel waren der Einzug ins Viertelfinale 1961 bei den Australian Championships sowie 1963 und 1964 in Wimbledon. An der Seite von Bungert stand er zudem 1962 im Doppelfinale der French Open. 
Kuhnke war mehrfach Deutscher Meister im Doppel (1959, 1962, 1963) und Nummer 1 der deutschen Rangliste. Er wurde mit dem Silbernen Lorbeerblatt (1970) und der Goldenen Ehrennadel des DTB ausgezeichnet.

## Persönliches
Im Jahr 1959 absolvierte Kuhnke eine Banklehre in Hamburg.
Nach seiner Ära als Tennisspieler wurde der promovierte Jurist Anwalt in München.

## Erfolge
| Legende (Anzahl der Siege) |
| Grand Slam                 |
| Saisonendveranstaltung     |
| Sonstige Turniere (2)      |
| ATP Challenger Tour (2)    |

| ATP-Titel nach Belag |
| Hartplatz (1)        |
| Sand (1)             |
| Rasen                |
| Teppich              |

### Einzel

#### Turniersiege

##### ATP Tour
| Nr. | Datum          | Turnier  | Belag     | Finalgegner     | Ergebnis                       |
| --- | -------------- | -------- | --------- | --------------- | ------------------------------ |
| 1.  | 12. April 1970 | Kingston | Hartplatz | Gerald Battrick | 6:4, 6:0                       |
| 2.  | 31. Mai 1971   | Berlin   | Sand      | Manuel Santana  | 6:2, 7:9, 0:6, 7:5, 4:4 aufgg. |

##### Challenger Tour
| Nr. | Datum         | Turnier    | Belag | Finalgegner     | Ergebnis           |
| --- | ------------- | ---------- | ----- | --------------- | ------------------ |
| 1.  | 5. Mai 1969   | Stuttgart  | Sand  | Wilhelm Bungert | 2:6, 6:2, 6:0, 6:2 |
| 2.  | 19. Juli 1969 | Eastbourne | Rasen | Manuel Orantes  | 6:4, 2:6, 9:7      |

#### Finalteilnahmen
| Nr. | Datum         | Turnier | Belag | Finalgegner   | Ergebnis           |
| --- | ------------- | ------- | ----- | ------------- | ------------------ |
| 1.  | 27. Juli 1969 | München | Sand  | Bob Hewitt    | 4:6, 2:6, 6:3, 2:6 |
| 2.  | 18. Mai 1970  | Berlin  | Sand  | Georges Goven | 2:6, 6:2, 1:6, 3:6 |